# Hélène Manesse
 (mai 2022).
Pour les articles homonymes, voir Manesse.
Hélène Manesse est une actrice française, née le 10 août 1941 à Montréal (Yonne).

## Biographie

### Vie privée
Épouse de l'acteur-chanteur Maurice Barrier (1932-2020), elle est la sœur du peintre Claude Manesse et du comédien Philippe Manesse.

## Théâtre
- 1961 : Ruy Blas de Victor Hugo, mise en scène Pierre Barrat, Comédie de l'Ouest
- 1961 : Les Femmes savantes de Molière, mise en scène Guy Parigot, Comédie de l'Ouest
- 1961 : La Cerisaie d'Anton Tchekhov, mise en scène Guy Parigot, Comédie de l'Ouest
- 1962 : Le Café de Carlo Goldoni, mise en scène Guy Parigot, Comédie de l'Ouest
- 1963 : On ne badine pas avec l'amour d'Alfred de Musset, mise en scène Guy Parigot, Comédie de l'Ouest
- 1964 : Les Fausses Confidences de Marivaux, mise en scène Guy Parigot, Comédie de l'Ouest
- 1967 : La Mégère apprivoisée de William Shakespeare, mise en scène Guy Parigot, Comédie de l'Ouest
- 1968 : Hein ? d'Henry Livings, mise en scène Guy Parigot, Comédie de l'Ouest
- 1970 : Le Marchand de Venise de William Shakespeare, Centre dramatique du Nord
- 1970 : Jarry sur la butte d'après les œuvres complètes d'Alfred Jarry, mise en scène Jean-Louis Barrault, Élysée-Montmartre
- 1971 : Le Canard à l'orange de William Douglas-Home, mise en scène Pierre Mondy, théâtre du Gymnase
- 1973 : Vol au-dessus d'un nid de coucou de Dale Wasserman, mise en scène Pierre Mondy, théâtre Antoine
- 1984 : Le Bluffeur de Marc Camoletti, mise en scène de l'auteur, théâtre de la Michodière, théâtre des Variétés
- 2000 : Si je peux me permettre de Robert Lamoureux, mise en scène Francis Joffo, théâtre Saint-Georges
- 2004 : Patate de Marcel Achard, mise en scène Bernard Ménez, théâtre Daunou

## Filmographie

### Cinéma
- 1974 : Les murs ont des oreilles de Jean Girault
- 1975 : L'Intrépide de Jean Girault
- 1976 : Le Guêpier de Roger Pigaut
- 1978 : Je suis timide mais je me soigne de Pierre Richard
- 1981 : Une sale affaire d'Alain Bonnot

### Télévision
- 1965 : Seule à Paris
- 1966 : La Prise de pouvoir par Louis XIV de Roberto Rossellini
- 1969 : Le Songe d'une nuit d'été
- 1971 : Les Nouvelles Aventures de Vidocq, épisode Les Chauffeurs du Nord de Marcel Bluwal
- 1972 : Les Évasions célèbres, épisode L'étrange trépas de Monsieur de la Pivardière : Madame Dubouchet
- 1974 : Les Brigades du Tigre, épisode Les Vautours  de Victor Vicas : Yvette Perottey
- 1975 : Au théâtre ce soir : La Complice de Jacques Rémy d'après un roman de Louis C. Thomas, mise en scène Jacques Ardouin, réalisation Pierre Sabbagh, théâtre Édouard-VII
- 1975 : Au théâtre ce soir : Quelqu'un derrière la porte de Jacques Robert, mise en scène André Villiers, réalisation Pierre Sabbagh, théâtre Édouard-VII
- 1977 : Au théâtre ce soir : Catherine au paradis d'Yves Chatelain, mise en scène Claude Nicot, réalisation Pierre Sabbagh, théâtre Marigny
- 1978 : Les Amours sous la Révolution : Les Amants de Thermidor de Jean-Paul Carrère
- 1980 : Au théâtre ce soir : Le Sexe et le Néant de Thierry Maulnier, mise en scène Jacques Ardouin, réalisation Pierre Sabbagh, théâtre Marigny
- 1980 : Au théâtre ce soir : L'Homme au parapluie de William Dinner et William Morum, mise en scène Jacques Ardouin, réalisation Pierre Sabbagh, théâtre Marigny
- 1980 : Au théâtre ce soir : Trésor de Jean Marsan d'après Roger MacDougall, mise en scène Jean-Pierre Bouvier, réalisation Pierre Sabbagh, théâtre Marigny
- 1980: Le Grand fossé (film d'Yves Ciampi)
- 1989 : Orages d'été : Geneviève Morin
- 1997 : Le juge est une femme, épisode Drôle de jeu (3.2) : Mme Rochal